# Sarcelle bariolée
Spatula versicolor
Espèce
Statut de conservation UICN

 LC  : Préoccupation mineure

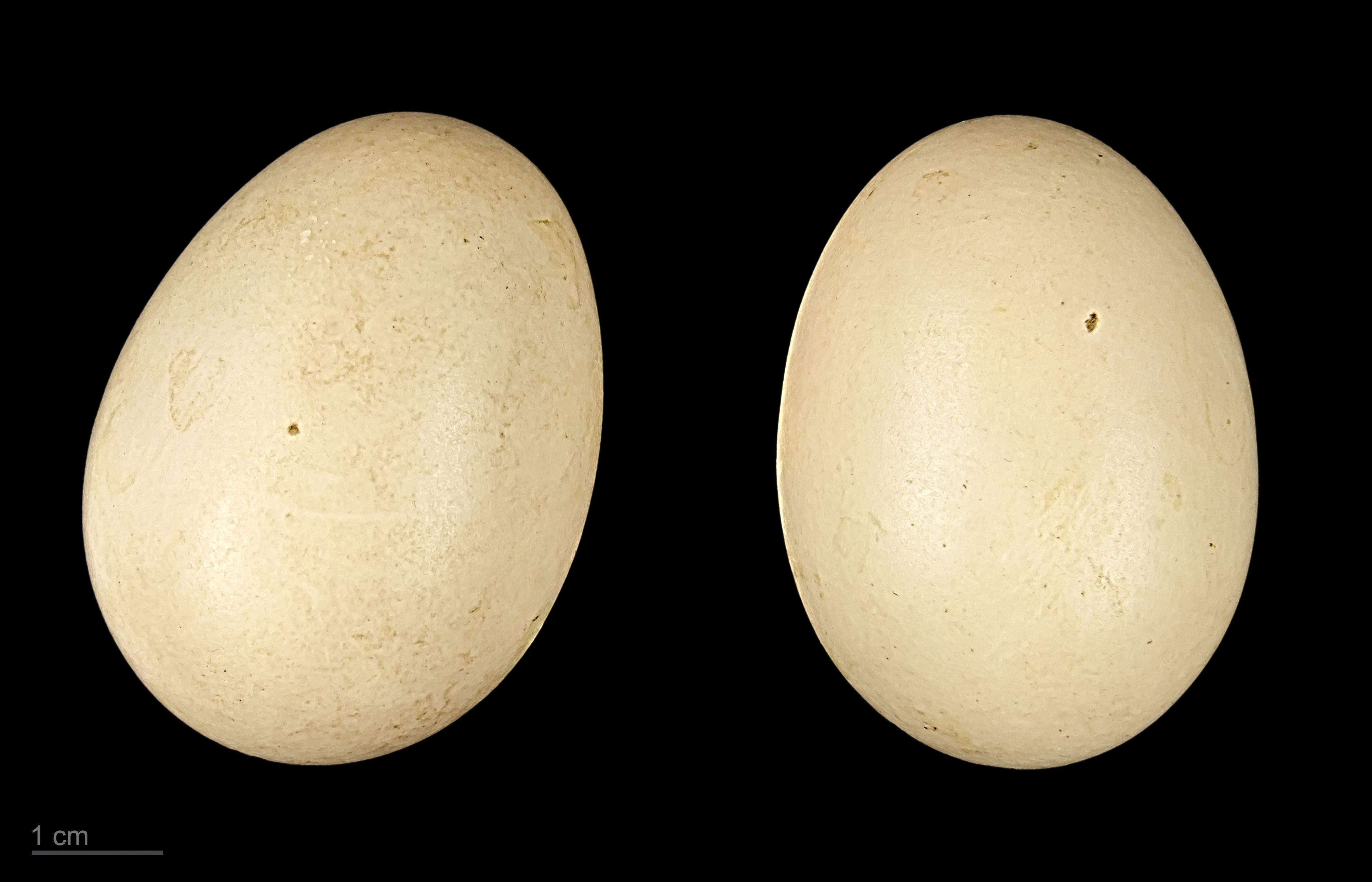
Anas versicolor - MHNT

La Sarcelle bariolée ou Sarcelle versicolore (Spatula versicolor, anciennement  Anas versicolor) est une espèce d'oiseaux aquatiques de la famille des Anatidae.

## Description
Cet oiseau présente un bec tricolore : bande médiane noire, côtés bleus et base jaune. Sa calotte est noirâtre tandis que les côtés de la tête et du cou sont très clairs.
La femelle présente un plumage plus terne que le mâle, des tertiaires plus courtes et moins de jaune à la base du bec.
Le juvénile est plus terne encore que la femelle avec une calotte plus brune et des tertiaires courtes.

## Habitat
Cet oiseau peuple les zones humides ouvertes et les lacs de montagne.

## Répartition et sous-espèces
Son aire s'étend essentiellement à travers le cône Sud.
Selon la classification de référence du Congrès ornithologique international (version 15.1, 2025) :
- Anas versicolor versicolor (Vieillot, 1816) — sud de la Bolivie, sud-est du Brésil, centre du Chili et nord/centre de l'Argentine ;
- Anas versicolor fretensis (King, PP, 1831) — sud du Chili et de l'Argentine et îles Malouines.